# The Doraemons: Kaitō Dorapan nazo no chōsen-jō!
The Doraemons: Kaitō Dorapan nazo no chōsen-jō! è un cortometraggio del 1997 con protagonista il gruppo dei Doraemons, inedito in Italia.

## Trama
Il misterioso ladro Dorapan invia una richiesta di aiuto al gruppo dei Doraemons, che sono costretti a partire per la Francia. Giunti a destinazione, si scopre che era soltanto una messa in scena, poiché il ladro cerca fin da subito di rubare al gruppo delle speciali carte chiamate tessere dell'amicizia, per poi consegnarle al malvagio Professor Achimov. Successivamente si viene a conoscenza che Dorapan aveva agito in questo modo per un motivo ben preciso: cercava infatti di proteggere Mimimi, una giovane ragazza che era nelle grinfie del professore. Il gruppo dei Doraemons, insieme al ladro, riuscirà comunque a sconfiggere Achimov e a far trionfare la giustizia. La storia si conclude con Dorapan che, ricercato dalla polizia, è costretto a fuggire: tiene però una delle carte dell'amicizia che gli aveva regalato uno dei Doraemons, con sopra la scritta di una qualità, la giustizia.

## Distribuzione
Il cortometraggio è stato proiettato nei cinema giapponesi l'8 marzo 1997, insieme a Doraemon: Nobita no neji maki shitī bōken-ki.
Il titolo internazionale del cortometraggio è The Puzzling Challenge Letter of the Mysterious Thief Dorapan.